# 自由紀念碑 (布達佩斯)

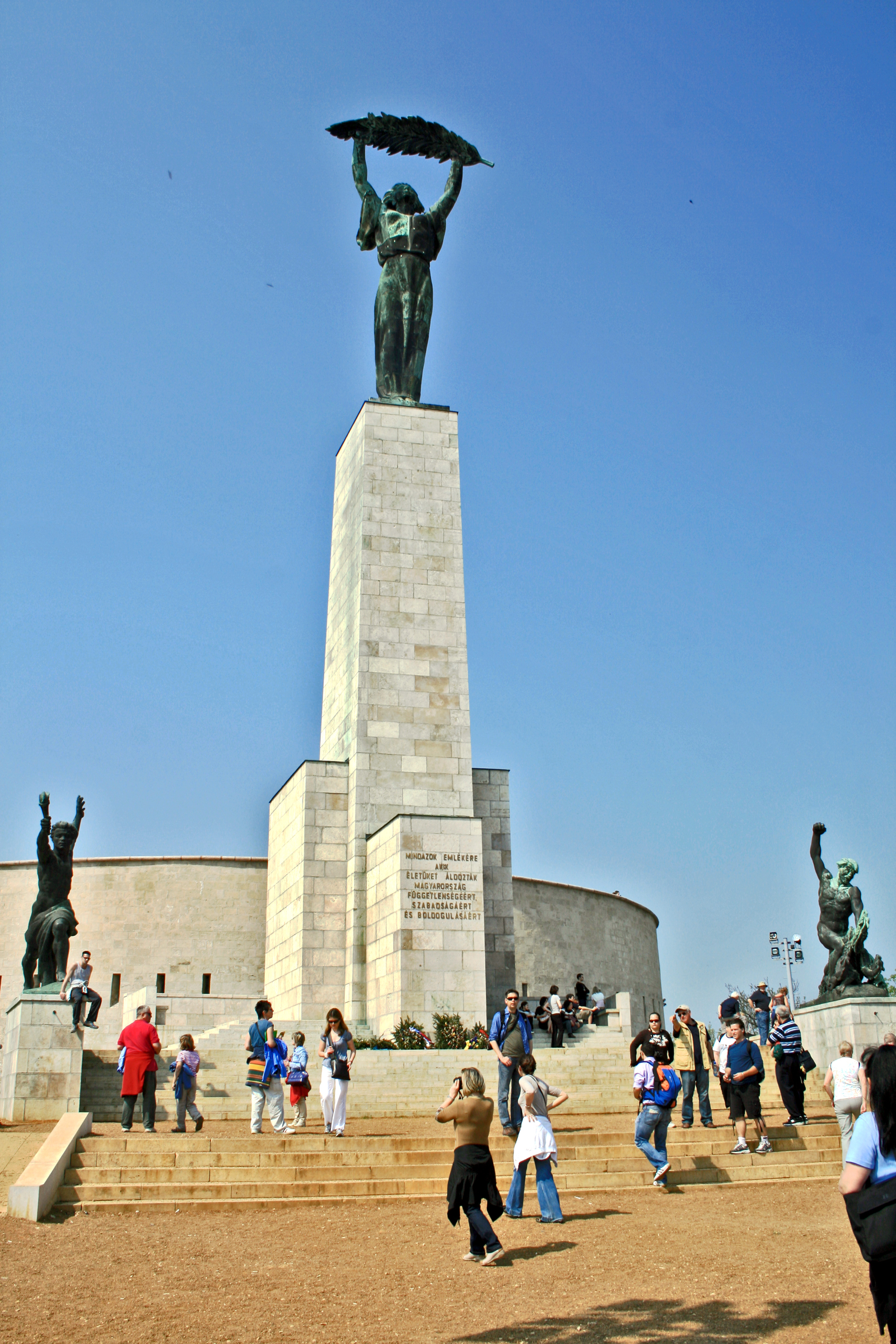
自由紀念碑

自由紀念碑（匈牙利語：Szabadság-szobor）是位於匈牙利首都布達佩斯蓋勒特山上的一座紀念碑，紀念為匈牙利獨立、自由和繁榮獻出生命的人們。這座紀念碑修建於1947年，最初是紀念在二戰中解放匈牙利的蘇聯紅軍。紀念碑的雕像部分高14米，底座部分高26米。匈牙利共產主義政權垮台之後，紀念碑上的紀念文有改動。
47°29′11″N 19°02′53″E / 47.48639°N 19.04806°E